# フーラブライド
フーラブライド（Hula Bride）は日本の競走馬。主な勝ち鞍は愛知杯（2013年）、中山牝馬ステークス（2014年）。

## 経歴
馬名の意味は「フラダンスをする新婦」である。

### デビューまで
2009年5月9日、北海道登別市の青藍牧場で誕生した。牧場時代はあまり目立たない存在で華奢な印象が強かったという。

### 2歳 - 3歳
2011年8月21日、札幌競馬場で行われた芝1500mのメイクデビュー戦でデビューしたが13着と大敗した。2戦挟んで初のダート戦に出走し3着と好走した。ダート転向後は常に上位争いを演じたが勝ちきれないレースが続き、デビューから1年近く経った2012年8月18日、デビュー戦の地である札幌競馬場で行われたダート1700mの未勝利戦に出走し13戦目にして初勝利を果たした。その後は4ヶ月近い休養を挟んで年末に復帰したが2走して5着、2着に敗れた。

### 4歳
年が明けて2走した後、2013年2月16日の条件戦に出走し2勝目をあげた。3ヶ月の休養後、5走したが最高着順が3着だった。
9月28日、2年ぶりに芝のレースに出走した。管理する木原一良によると、ダート巧者のゴールドアリュール産駒のためなかなか芝に切り替えられなかったが、同厩舎で半弟のエーティータラントがダートから芝に転向して500万条件戦を突破したことから姉のフーラブライドも芝で走らせたという。レースは後方17番手からのまくりが決まり差し切って3勝目、芝のレース初勝利を果たした。続く10月27日の芝のレースでも勝利し、12月14日の愛知杯に格上挑戦した。12番人気と低評価だったが、中団からレースを運び最後の直線で力強く抜け出し勝利、3連勝で重賞初制覇を果たした。生産した青藍牧場にとっては1970年の創業以来、43年目で初となる中央競馬平地重賞馬の誕生となった。

### 5歳
年明け初戦となった2014年1月19日の日経新春杯は、先行したが3着に惜敗した。続く3月16日の中山牝馬ステークスでは重賞初制覇をあげた愛知杯と同じように中団からレースを運び、直線で抜け出し1番人気に応え重賞2勝目を果たした。5月18日には初のGI挑戦となるヴィクトリアマイルに出走した。管理する木原一良が「ここは試金石」と語っていたが13着に敗れた。続く6月15日のマーメイドステークスは3着に敗れた。騎乗した酒井学はトップハンデとなった56キロの斤量を敗因にあげた。その後、秋シーズンは3戦するがいずれも着外に終わった。

### 6歳
年明け初戦となった2015年1月18日の日経新春杯はアドマイヤデウスの2着と好走する。しかしその後は惨敗が続き、11月15日のエリザベス女王杯6着を最後に現役を引退した。引退後は北海道白老町の白老ファームで繁殖牝馬となる。

## 競走成績
| 競走日     | 競馬場 | 競走名             | 格       | 距離（馬場）  | 頭 数 | オッズ （人気） | 着順 | タイム （上り3F） | 着差 | 騎手     | 斤量 [kg] | 1着馬（2着馬）                              |
| ---------- | ------ | ------------------ | -------- | ------------- | ----- | --------------- | ---- | ----------------- | ---- | -------- | --------- | ------------------------------------------- |
| 2011.08.21 | 札幌   | 2歳新馬            |          | 芝1500m（良） | 14    | 53.5（12人）    | 13着 | 1:33.0（37.2）    | -1.7 | 小林徹弥 | 54        | ラシンティランテ                            |
| 0000.09.04 | 札幌   | 2歳未勝利          |          | 芝1500m（稍） | 14    | 54.2（10人）    | 04着 | 1:32.2（37.7）    | -0.3 | 小林徹弥 | 54        | サルバドールピアス                          |
| 0000.09.25 | 札幌   | 2歳未勝利          |          | 芝1500m（良） | 11    | 24.4（07人）    | 09着 | 1:31.9（36.1）    | -1.2 | 小林徹弥 | 54        | メイブリーズ                                |
| 0000.10.23 | 京都   | 2歳未勝利          |          | ダ1800m（重） | 13    | 17.5（06人）    | 03着 | 1:54.5（37.2）    | -0.2 | 北村友一 | 54        | コウエイチャンス                            |
| 2012.02.19 | 京都   | 3歳未勝利          |          | ダ1800m（稍） | 16    | 04.7（02人）    | 04着 | 1:56.0（38.2）    | -0.6 | 北村友一 | 54        | ショウナンマオ                              |
| 0000.03.10 | 阪神   | 3歳未勝利          |          | ダ1800m（重） | 12    | 03.8（02人）    | 02着 | 1:55.5（36.9）    | -0.6 | 武豊     | 54        | マーチャンテイマー                          |
| 0000.04.08 | 阪神   | 3歳未勝利          |          | ダ1800m（良） | 16    | 03.8（02人）    | 02着 | 1:54.7（37.1）    | -0.1 | 武豊     | 54        | ラルシュドール                              |
| 0000.04.14 | 阪神   | 3歳未勝利          |          | ダ1800m（重） | 16    | 01.6（01人）    | 04着 | 1:54.9（38.2）    | -0.7 | 武豊     | 54        | トーブプリンセス                            |
| 0000.06.17 | 函館   | 3歳未勝利          |          | ダ1700m（良） | 13    | 02.7（01人）    | 02着 | 1:47.8（39.1）    | -0.4 | 藤田伸二 | 54        | ケリーダノビア                              |
| 0000.07.01 | 函館   | 3歳未勝利          |          | ダ1700m（良） | 13    | 02.4（01人）    | 02着 | 1:48.2（38.6）    | -0.6 | 荻野琢真 | 54        | プリームス                                  |
| 0000.07.21 | 札幌   | 3歳未勝利          |          | ダ1700m（良） | 13    | 02.3（01人）    | 02着 | 1:48.0（37.9）    | -0.5 | 藤田伸二 | 54        | ケンブリッジアリス                          |
| 0000.08.04 | 札幌   | 3歳未勝利          |          | ダ1700m（良） | 13    | 03.0（01人）    | 03着 | 1:48.4（38.7）    | -0.2 | 藤田伸二 | 54        | ケイツークロート                            |
| 0000.08.18 | 札幌   | 3歳未勝利          |          | ダ1700m（稍） | 13    | 02.3（01人）    | 01着 | 1:46.8（38.0）    | -0.3 | 藤田伸二 | 54        | （オフショア）                              |
| 0000.12.02 | 阪神   | 3歳上500万下       |          | ダ1800m（良） | 15    | 33.8（08人）    | -5着 | 1:53.9（36.5）    | 00.4 | 藤田伸二 | 54        | ハルカフジ                                  |
| 0000.12.15 | 中京   | 3歳上500万下       |          | ダ1800m（重） | 16    | 05.1（02人）    | 02着 | 1:53.7（36.2）    | -0.2 | 藤田伸二 | 54        | コスモシャンハイ                            |
| 2013.01.12 | 京都   | 4歳上500万下       |          | ダ1800m（良） | 15    | 03.4（02人）    | 07着 | 1:53.7（37.3）    | -0.5 | 藤田伸二 | 54        | ウインアルエット                            |
| 0000.01.27 | 中京   | 4歳上500万下       |          | ダ1800m（良） | 13    | 02.4（01人）    | 04着 | 1:55.2（38.2）    | -0.5 | 古川吉洋 | 54        | デルマイザナミ                              |
| 0000.02.16 | 小倉   | 4歳上500万下       |          | ダ1700m（重） | 16    | 05.4（02人）    | 01着 | 1:45.0（36.9）    | -0.3 | 古川吉洋 | 54        | （デコレイト）                              |
| 0000.05.19 | 新潟   | 白馬岳特別         | 1000万下 | ダ1800m（良） | 15    | 25.0（07人）    | 05着 | 1:54.9（37.2）    | -0.7 | 古川吉洋 | 55        | マルブツビアン                              |
| 0000.06.15 | 函館   | 木古内特別         | 500万下  | ダ1700m（稍） | 13    | 10.6（07人）    | 06着 | 1:45.2（36.2）    | -1.2 | 古川吉洋 | 55        | ヒルノマドリード                            |
| 0000.06.29 | 函館   | 3歳上500万下       |          | ダ1700m（良） | 13    | 04.6（02人）    | 03着 | 1:45.7（38.1）    | -0.4 | 古川吉洋 | 55        | デルマイザナミ                              |
| 0000.08.10 | 函館   | 3歳上500万下       |          | ダ1700m（重） | 09    | 02.1（01人）    | 05着 | 1:45.6（38.5）    | -0.4 | 古川吉洋 | 55        | ピュアダイヤモンド                          |
| 0000.08.31 | 小倉   | 3歳上500万下       |          | ダ1700m（不） | 16    | 09.6（06人）    | 04着 | 1:43.9（37.2）    | -0.2 | 酒井学   | 55        | ナンヨーカノン                              |
| 0000.09.28 | 阪神   | 3歳上500万下       |          | 芝2400m（良） | 18    | 31.7（09人）    | 01着 | 2:27.0（34.0）    | -0.3 | 古川吉洋 | 55        | （ハッピーモーメント）                      |
| 0000.10.27 | 京都   | 3歳上1000万下      |          | 芝2400m（良） | 11    | 04.5（02人）    | 01着 | 2:27.3（34.1）    | -0.0 | 酒井学   | 55        | （サカジロオー）                            |
| 0000.12.14 | 中京   | 愛知杯             | GIII     | 芝2000m（良） | 18    | 43.7（12人）    | 01着 | 2:02.1（34.0）    | -0.1 | 酒井学   | 50        | （キャトルフィーユ）                        |
| 2014.01.19 | 京都   | 日経新春杯         | GII      | 芝2400m（良） | 16    | 09.1（04人）    | 03着 | 2:24.6（34.6）    | -0.2 | 酒井学   | 52        | （サトノノブレス）                          |
| 0000.03.16 | 中山   | 中山牝馬S          | GIII     | 芝1800m（良） | 16    | 04.5（01人）    | 01着 | 1:48.5（35.1）    | -0.2 | 酒井学   | 53        | （ケイアイエレガント） （キャトルフィーユ） |
| 0000.05.18 | 東京   | ヴィクトリアマイル | GI       | 芝1600m（良） | 18    | 28.0（10人）    | 13着 | 1:33.1（33.8）    | -0.8 | 酒井学   | 55        | ヴィルシーナ                                |
| 0000.06.15 | 阪神   | マーメイドS        | GIII     | 芝2000m（良） | 14    | 04.4（02人）    | 03着 | 1:59.7（34.0）    | -0.3 | 酒井学   | 56        | ディアデラマドレ                            |
| 0000.10.14 | 京都   | 京都大賞典         | GII      | 芝2400m（良） | 12    | 13.7（07人）    | 07着 | 2:25.0（34.3）    | -0.8 | 酒井学   | 54        | ラストインパクト                            |
| 0000.11.16 | 京都   | エリザベス女王杯   | GI       | 芝2200m（良） | 18    | 30.7（10人）    | 04着 | 2:12.6（33.4）    | -0.2 | 酒井学   | 56        | ラキシス                                    |
| 0000.12.20 | 中京   | 愛知杯             | GIII     | 芝2000m（重） | 18    | 06.3（03人）    | 06着 | 2:04.8（35.5）    | -0.4 | 酒井学   | 56        | ディアデラマドレ                            |
| 2015.01.18 | 京都   | 日経新春杯         | GII      | 芝2400m（良） | 18    | 17.4（10人）    | 02着 | 2:24.9（34.1）    | -0.1 | 酒井学   | 55        | アドマイヤデウス                            |
| 0000.03.22 | 阪神   | 阪神大賞典         | GII      | 芝3000m（良） | 10    | 48.8（08人）    | 05着 | 3:07.1（36.5）    | -1.2 | 酒井学   | 54        | ゴールドシップ                              |
| 0000.05.03 | 京都   | 天皇賞（春）       | GI       | 芝3200m（良） | 17    | 109.2（14人）   | 11着 | 3:15.6（35.2）    | -0.9 | 酒井学   | 56        | ゴールドシップ                              |
| 0000.08.02 | 札幌   | クイーンS          | GIII     | 芝1800m（良） | 10    | 05.3（02人）    | 08着 | 1:47.6（34.8）    | -0.5 | 酒井学   | 56        | メイショウスザンナ                          |
| 0000.10.12 | 京都   | 京都大賞典         | GII      | 芝2400m（良） | 10    | 27.5（07人）    | 05着 | 2:24.0（33.1）    | -0.4 | 酒井学   | 54        | ラブリーデイ                                |
| 0000.11.15 | 京都   | エリザベス女王杯   | GI       | 芝2200m（稍） | 18    | 21.9（07人）    | 06着 | 2:15.0（35.1）    | -0.1 | 酒井学   | 56        | マリアライト                                |

## 繁殖成績
|       | 生年   | 馬名                 | 性 | 毛色   | 父                 | 馬主                     | 厩舎                                         | 戦績                 | 出典   |
| ----- | ------ | -------------------- | -- | ------ | ------------------ | ------------------------ | -------------------------------------------- | -------------------- | ------ |
| 初仔  | 2017年 | ブライドグルーム     | 騸 | 鹿毛   | ロードカナロア     | （有）社台レースホース   | 美浦・堀宣行 →園田・新子雅司 →美浦・和田勇介 | 27戦3勝（引退）      | [ 14 ] |
| 2番仔 | 2018年 | ブライドピーク       | 牝 | 栗毛   | キングカメハメハ   | （株）G1レーシング       | 栗東・池江泰寿                               | 4戦0勝（引退・繁殖） | [ 15 ] |
| 3番仔 | 2019年 | ブライドエール       | 牝 | 鹿毛   | モーリス           | （有）サンデーレーシング | 美浦・堀宣行                                 | 1戦0勝（引退・繁殖） | [ 16 ] |
| 4番仔 | 2020年 | ハンブルブライド     | 牝 | 黒鹿毛 | ハービンジャー     | 吉田勝己                 | 北海道・千葉津代士                           | 未出走（引退）       | [ 17 ] |
| 4番仔 | 2021年 | ジャンドル           | 牡 | 黒鹿毛 | エピファネイア     | （有）サンデーレーシング | 美浦・高木登 →小林・福永敏                   | 5戦1勝（現役）       | [ 18 ] |
| 5番仔 | 2022年 | ダンスデュヴァン     | 牡 | 鹿毛   | ルヴァンスレーヴ   | （株）G1レーシング       | 栗東・武英智                                 | 3戦0勝（現役）       | [ 19 ] |
| 6番仔 | 2024年 | フーラブライドの2024 | 牡 | 鹿毛   | ニューイヤーズデイ |                          |                                              |                      | [ 20 ] |

- 2025年4月17日現在

## 血統表
| フーラブライドの血統            | フーラブライドの血統                                 | フーラブライドの血統                          | （血統表の出典）                              | （血統表の出典） |
| 父系                            | ヘイロー系（サンデーサイレンス系）                   | ヘイロー系（サンデーサイレンス系）            | ヘイロー系（サンデーサイレンス系）            | [ § 2 ]          |
| 父 ゴールドアリュール 1999 栗毛 | 父の父*サンデーサイレンス Sunday Silence 1986 青鹿毛 | Halo                                          | Hail to Reason                                | Hail to Reason   |
| 父 ゴールドアリュール 1999 栗毛 | 父の父*サンデーサイレンス Sunday Silence 1986 青鹿毛 | Halo                                          | Cosmah                                        |                  |
| 父 ゴールドアリュール 1999 栗毛 | 父の父*サンデーサイレンス Sunday Silence 1986 青鹿毛 | Wishing Well                                  | Understanding                                 | Understanding    |
| 父 ゴールドアリュール 1999 栗毛 | 父の父*サンデーサイレンス Sunday Silence 1986 青鹿毛 | Wishing Well                                  | Mountain Flower                               |                  |
| 父 ゴールドアリュール 1999 栗毛 | 父の母*ニキーヤ Nikiya 1993 鹿毛                     | Nureyev                                       | Northern Dancer                               | Northern Dancer  |
| 父 ゴールドアリュール 1999 栗毛 | 父の母*ニキーヤ Nikiya 1993 鹿毛                     | Nureyev                                       | Special                                       |                  |
| 父 ゴールドアリュール 1999 栗毛 | 父の母*ニキーヤ Nikiya 1993 鹿毛                     | Reluctant Guest                               | Hostage                                       | Hostage          |
| 父 ゴールドアリュール 1999 栗毛 | 父の母*ニキーヤ Nikiya 1993 鹿毛                     | Reluctant Guest                               | Vaguely Royal                                 |                  |
| 母 ヒカルカリーナ 1999 芦毛     | 母の父メジロマックイーン 1987 芦毛                   | メジロティターン                              | メジロアサマ                                  | メジロアサマ     |
| 母 ヒカルカリーナ 1999 芦毛     | 母の父メジロマックイーン 1987 芦毛                   | メジロティターン                              | *シエリル                                     |                  |
| 母 ヒカルカリーナ 1999 芦毛     | 母の父メジロマックイーン 1987 芦毛                   | メジロオーロラ                                | *リマンド                                     | *リマンド        |
| 母 ヒカルカリーナ 1999 芦毛     | 母の父メジロマックイーン 1987 芦毛                   | メジロオーロラ                                | メジロアイリス                                |                  |
| 母 ヒカルカリーナ 1999 芦毛     | 母の母ヒカルパッション 1993 鹿毛                     | マルゼンスキー                                | Nijinsky                                      | Nijinsky         |
| 母 ヒカルカリーナ 1999 芦毛     | 母の母ヒカルパッション 1993 鹿毛                     | マルゼンスキー                                | *シル                                         |                  |
| 母 ヒカルカリーナ 1999 芦毛     | 母の母ヒカルパッション 1993 鹿毛                     | ゴールデンローズ                              | *サーペンフロ                                 | *サーペンフロ    |
| 母 ヒカルカリーナ 1999 芦毛     | 母の母ヒカルパッション 1993 鹿毛                     | ゴールデンローズ                              | サンマロ                                      |                  |
| 母系(F-No.)                     | 22号族(FN:22)                                        | 22号族(FN:22)                                 | 22号族(FN:22)                                 | [ § 3 ]          |
| 5代内の近親交配                 | Northern Dancer 9.38% 4x5、Nijinsky 9.38% 5x4        | Northern Dancer 9.38% 4x5、Nijinsky 9.38% 5x4 | Northern Dancer 9.38% 4x5、Nijinsky 9.38% 5x4 | [ § 4 ]          |
| 出典                            | 1. 2. 3. 4.                                          | 1. 2. 3. 4.                                   | 1. 2. 3. 4.                                   | 1. 2. 3. 4.      |

- 4代母サンマロの産駒には、重賞3勝、天皇賞（春）2着のランニングフリーがいる[10]。3代母のゴールデンローズはそのランニングフリーと父母が同じ全姉である[10]。